# Пармская консерватория имени Арриго Бойто
Пармская консерватория имени Арриго Бойто (итал. Conservatorio Statale di Musica «Arrigo Boito») — итальянская консерватория, расположенная в Парме.
В 1825 году правившая Пармой Мария-Луиза Австрийская учредила в качестве публичного музыкального учебного заведения Герцогскую школу пения. После различных организационных преобразований в 1888 году была наконец учреждена консерватория в современном смысле слова; по просьбе синдика Пармы Джованни Мариотти консультантом выступил Джузеппе Верди, по рекомендации которого было назначено первое руководство консерватории (Джованни Боттезини, затем, после его скоропостижной смерти, другой близкий к Верди музыкант — Франко Фаччо, обязанности которого по большей части, из-за болезни Фаччо, исполнял Арриго Бойто, и наконец Джузеппе Галиньяни).

## Директора консерватории
- Фердинандо Симонис (1818—1837)
- Джузеппе Алинови (1837—1856)
- Джованни Гаэтано Росси (1856—1874)
- Джусто Даччи (1875—1888)
- Джованни Боттезини (1888—1889)
- Франко Фаччо (1890—1891)
- Джузеппе Галиньяни (1891—1897)
- Джованни Тебальдини (1897—1903)
- Амилькаре Дзанелла (1903—1905)
- Гвидо Альберто Фано (1905—1911)
- Гульельмо Дзуэлли (1911—1929)
- Луиджи Феррари-Трекате (1929—1955)
- Гаспаре Скудери (1955—1956)
- Рито Сельваджи (1956—1959)
- Лино Ливиабелла (1959—1963)
- Рикардо Капсони (1963—1966)
- Гвидо Турки (1966—1970)
- Рикардо Капсони (1970—1975)
- Пьеро Гуарино (1975—1989)
- Ренато Фалавинья (1989—1996)
- Мария Клаудиа Термини (1996—2004)
- Эмилио Гецци (2004—2010)
- Роберто Каппелло (2010—2016)
- Рикардо Чени (с 2016 г.)

## Известные педагоги
- Аттилио Бруньоли

## Известные выпускники
- Бруно Барилли
- Серена Даолио
- Леопольдо Казелла
- Клеофонте Кампанини
- Микеле Пертузи
- Ильдебрандо Пиццетти
- Артуро Тосканини
- Вито Фрацци